# Sha... la la la la/Tu credi in me
Sha... la la la la/Tu credi in me è il secondo singolo de I Camaleonti. Venne pubblicato nel 1965 dall'etichetta Kansas. Contiene due brani che sono cover con testo in italiano di produzioni straniere: il primo di "La La La La La" dei The Blendells mentre il secondo di "And My Baby’s Gone" dei The Moody Blues.

## Tracce
Lato A
1. Sha... la la la la – 3:14 (testo: Vito Pallavicini – musica: Clarence Paul)

Lato B
1. Tu credi in me – 2:02 (testo: Luigi Menegazzi, Miki Del Prete, Domenico Seren Gay – musica: Denny Laine, Mike Pinder)

## Formazione
- Riki Maiocchi: voce, chitarra
- Tonino Cripezzi: voce, tastiere
- Paolo De Ceglie: batteria
- Livio Macchia: voce, chitarra
- Gerry Manzoli: basso